# Nicasio Landa y Álvarez de Carvallo
Nicasio Rosendo Landa y Álvarez de Carvallo (Pamplona  el 11 de octubre de 1830 - 11 de abril de 1891 en la misma ciudad) fue un médico español. Tuvo una actuación destacada en las pandemias de cólera en España acaecidas en el siglo XIX. Fue un médico cirujano y estratega de sanidad militar. Fue uno de los fundadores de la delegación española de Cruz Roja Internacional —junto con José Joaquín Agulló y Ramón, marqués de Ripalda— y posteriormente de la Cruz Roja Navarra y de la Cruz Roja Española.
El doctor Landa, conocido como el 'Henry Dunant español', inventó el denominado mandil Landa, al tratar de buscar una solución al grave problema del transporte de heridos desde el campo de batalla hasta donde podían acercarse las ambulancias. Los heridos, transportados en penosas condiciones, morían por el camino. El mandil Landa consistía en un lienzo, una vara de madera y unas correas que permitían trasladar a los heridos con más agilidad, lo que supuso un gran avance para la época. Rápidamente se difundió este invento por todo el mundo. Fue una revolución que sin duda salvó muchas vidas.
En su honor se le dedicó un colegio de enseñanza primaria en Pamplona que lleva su nombre desde 1962.
En 2016 Guillermo Sánchez Martínez y Jon Arrizabalaga publican Muertos y heridos y otros textos una antología de textos de Nicasio Landa.

## Carrera
Se licencia en la carrera de medicina en el año 1854 y se doctora en 1856 en la Universidad de Madrid. Su actividad como epidemiólogo en la epidemia de cólera de 1854-1855 en España fue destacable, llegando a escribir una Memoria sobre la relación que ha existido entre la constitución geológica del terreno y el desarrollo del cólera-morbo en España. Madrid Septiembre 1861, así como la de epidemia de fiebre amarilla en Canarias en 1863. 
Ingresa como socio de la Real Academia de Medicina de Madrid. 
El 5 de julio de 1864 en su ciudad natal participa en las actividades inaugurales de la Cruz Roja Navarra, y al día siguiente de la Cruz Roja Española, y de la misma forma participa con la delegación española durante la guerra Franco-Prusiana en agosto de 1870. En 1868 había redactado en Pamplona la Memoria para la construcción de un Manicomio Agrícola.